# Boerenallee (Rozendaal)
De Boerenallee is een straatnaam en een helling gelegen op de stuwwal van de Veluwe. Ze start in Rozendaal bij Kasteel Rosendael. 
De helling is opgenomen in de LF4 Midden-Nederlandroute (en daarmee ook in de EuroVelo EV2 Hoofdstedenroute die in Nederland de LF4 volgt).